# Elaine Youngs
Elaine Youngs (Orange, 14 de fevereiro de 1970) é uma voleibolista de praia estadunidense.
Após integrar a seleção nacional que disputou os Jogos Olímpicos de 1996 no voleibol de quadra, Youngs retornou as Olimpíadas em 2004 competindo no voleibol de praia. Ao lado de Holly McPeak, conquistou a medalha de bronze após vencerem a disputa de terceiro lugar contra as australianas Natalie Cook e Nicole Sanderson.
Youngs classificou-se para mais uma Olimpíada, em Pequim 2008, mas não conquistou nenhuma medalha após perder nas quartas-de-final com Nicole Branagh.